# Жёлтая композиция
Жёлтая компози́ция — смесь растворов солянокислого и азотнокислого олова.
Прежде употреблявшаяся в больших количествах как протрава при окрашивании шерсти. С введением в красильную практику искусственных пигментов, эта протрава потеряла почти всё своё значение.
Готовится растворением пяти частей измельченного олова в смеси из шести частей азотной кислоты, восемнадцати частей соляной кислоты и шести частей воды.